# Shorea agamii
Shorea agamii är en tvåhjärtbladig växtart. Shorea agamii ingår i släktet Shorea och familjen Dipterocarpaceae.

## Underarter
Arten delas in i följande underarter:
- S. a. agamii
- S. a. diminuta